# Zorzines bhutanica
Zorzines bhutanica är en fjärilsart som beskrevs av Inoue 1992. Zorzines bhutanica ingår i släktet Zorzines och familjen nattflyn. Inga underarter finns listade i Catalogue of Life.